# NGC 1599
NGC 1599 é uma galáxia espiral (Sc) localizada na direcção da constelação de Eridanus. Possui uma declinação de -04° 35' 19" e uma ascensão recta de 4 horas, 31 minutos e 38,8 segundos.
A galáxia NGC 1599 foi descoberta em 14 de Dezembro de 1881 por Édouard Jean-Marie Stephan.